# Abby Dahlkemper
Abby Lynn Dahlkemper (født 13. maj 1993) er en kvindelig amerikansk fodboldspiller, der spiller som forsvarsspiller for North Carolina Courage i National Women's Soccer League og USA's kvindefodboldlandshold, siden 2016.
Hendes klubkarriere startede i 2013, da hun skrev under med australske Pali Blues i W-League, indtil hun vendte hjem til USA for Orange County SC. Hun spillede en enkelt sæson i Western New York Flash, før hun igen tog til Australien, i Adelaide United. Hun har siden 2017, spillet for topklubben North Carolina Courage.
Dahlkemper fik debut på det amerikanske A-landshold i Oktober 2016, i en venskabskamp mod Schweiz.